# 瑜伽經
瑜伽經（Yoga sutra），約在公元前2-4世紀由印度哲人波顛闍利編纂，將古老的印度瑜伽傳統加以整理，形成四品195頌的著作。其思想涉及了佛教、耆那教、數論派和《奧義書》，並批判佛教唯識思想中的自證分。
《瑜伽經》是中世紀時期，翻譯語言最多的古印度文本，囊括了40種印度語言和兩種非印度語：古爪哇語和阿拉伯語。本書從12世紀起，隱沒了將近700年的時光，直到19世紀晚期，才由英國的東方學學者重新發現，並在斯瓦米·維韋卡南達等人的努力下重新傳承。本書受到了許多練習瑜伽者的重視，為古印度六派哲學瑜伽派的重要經典。

## 內容
全書共四品，記載了印度教瑜伽派的修持方法，即八支行法：夜摩（Yama）、尼夜摩（Niyama）、體位（Āsana）、調息（Prāṇāyāma）、攝心（Pratyahara）、凝念（Dhāraṇā ）、禪那（Dhyāna）、三摩地（Samādhi）。本書在數論二十五諦的基礎上，外加大自在天形成二十六諦的學說。
- 第一三摩地（Samādhi）品，論述三摩地的性質、類別和目的；
- 第二修行（Sadhana）品，論述入定的方法；
- 第三神通（Vibhuti）品，闡述修持所獲得的神通力及其種類；
- 第四解脫（Kaivalya）品，闡述修持的最終目的：獲得沒有繫縛的神我。

## 注解
雖然現存有不少《瑜伽經》的注釋，最權威的注解一般公認是廣博仙人（Vyasa）的《瑜伽經注》（Yogasūtra-Bhāṣya）。此外還有四個重要的古代註釋本再注解《瑜伽經注》，分別是：
- 商羯羅《Yogasūtrabhāṣya-vivaraṇa》
- Vācaspati Miśra（英语：Vācaspati Miśra）《Tattvavaiśāradī》
- Vijñānabhikṣu（英语：Vijnanabhiksu）《Yogabhaṣyavarttika》
- Nāgojībhaṭṭa（法语：Nagoji Bhatta）《Vṛtti》

### 現代注解和翻譯
現存有多種《瑜伽經》的翻譯本，這些版本異文甚多，未經過嚴格的文本校勘，很多梵文詞彙的確切含義也未有定論。一些現代注解本，分別有：
- Ganganath Jha（英语：Ganganath Jha）《The Yoga Darśana: The Sutras of Patañjali with the Bhāṣya of Vyāsa》（1907）
- 斯瓦米·維韋卡南達《Raja Yoga（英语：Raja Yoga (book)）》（1896）
- Satchidananda Saraswati（英语：Swami Satchidananda）《The Yoga Sutras of Patanjali》（巴坦加里的瑜伽經，商務印書館）
- B·K·S·艾揚格《Light on the Yoga Sutras of Patañjali》
- Edwin F. Bryant（英语：Edwin Bryant (author)）《The Yoga Sutras of Patanjali: A New Edition, Translation, and Commentary》
- Barbara Stoler Miller（英语：Barbara Stoler Miller）《Yoga: Discipline of Freedom: The Yoga Sutra Attributed to Patanjali》

## 外部連結
- The Yoga Sutras of Patañjali （页面存档备份，存于）, translation by BonGiovanni, at sacred-texts.com
- The Yoga Sutras of Patañjali: the Book of the Spiritual Man by Patañjali （页面存档备份，存于）, an interpretation by Charles Johnston, at Project Gutenberg
- Yoga Sutras of Patanjali Interpretive Translation （页面存档备份，存于） by Swami Jnaneshvara Bharati
- Yoga sutra and related yoga texts, at sanskritdocuments.org
- Yoga Sutras of Patanjali Internet archive （页面存档备份，存于）, multiple translations of the Yoga Sutras into English, as well as in 45+ different languages.
- Yoga Sutras of Patañjali: a Buddhist Commentary. （页面存档备份，存于）
- 《瑜伽經》與佛教思想的比較；附錄：《瑜伽經》白話譯注 （页面存档备份，存于）